# Àcid ricinoleic
L'àcid ricinoleic, de nom químic àcid 12-hidroxi-9-cis-octadecenoic, és un àcid gras omega-9 insaturat. És el principal component de l'oli de ricí, obtingut de les llavors madures d'aquesta planta (Ricinus communis L.) i d'altres de la família de les euforbiàcies. Al voltant del 90% de l'àcid gras contingut en l'oli de ricí format per àcid ricinoleic. Se l'havia anomenat, també, àcid pàlmic.

## Producció
Hom produeix l'àcid ricinoleic per a les indústries de saponificació i per a la destil·lació fraccionada o la hidrolització de l'oli de ricí. El ricinoleat de zinc s'empra en productes cosmètics i en desodorants.
El primer intent de preparar àcid ricinoleic el feu Friedrich Krafft el 1888.

## Activitat biològica
L'àcid ricinoleic té efectes analgèsics i antiinflamatoris. i activa específicament el receptor 3 de la prostaglandina.